# The Punisher (1.ª temporada)
A primeira temporada de The Punisher, série de televisão americana baseada no personagem de mesmo nome da Marvel Comics, apresenta a história de Frank Castle, um ex-fuzileiro naval que exige vingança contra os responsáveis pela morte de sua família e que acaba descobrindo uma conspiração militar em larga escala. Se passa no Universo Cinematográfico Marvel (MCU/UCM), compartilhando continuidade com os filmes e as demais séries de televisão da franquia. A temporada foi produzida pela Marvel Television em associação com a ABC Studios e a Bohemian Risk Productions, com Steve Lightfoot sendo o showrunner.
Jon Bernthal estrela como Frank Castle enquanto é acompanhado pelos principais membros do elenco: Ebon Moss-Bachrach, Ben Barnes, Amber Rose Revah, Daniel Webber, Paul R. Schulze, Jason R. Moore, Michael Nathanson, Jaime Ray Newman e Deborah Ann Woll. O desenvolvimento de The Punisher como um spin-off da série Demolidor começou em janeiro de 2016, antes do lançamento da segunda temporada de Demolidor, também estrelada por Bernthal. Em abril de 2016, a Marvel e a Netflix encomendaram a série, confirmaram o envolvimento de Bernthal e anunciaram Lightfoot como o showrunner e produtor executivo da série. As filmagens foram iniciadas na cidade de Nova Iorque em outubro de 2016 e foram concluídas em abril de 2017.
A temporada estreou em Nova Iorque no dia 6 de novembro de 2017, com a temporada completa de treze episódios sendo lançada mundialmente em 17 de novembro pela Netflix. Em dezembro do mesmo ano, The Punisher foi renovado para uma segunda temporada.

## Episódios
| N.º geral | N.º na temp. | Título                                            | Dirigido por   | Escrito por           | Lançamento             |
| --- | ------------ | ------------------------------------------------- | -------------- | --------------------- | ---------------------- |
| 1 | 1            | "3AM" "Três da Madrugada"                         | Tom Shankland  | Steve Lightfoot       | 17 de novembro de 2017 |
| Frank Castle, também conhecido como "Justiceiro", caça e mata os últimos membros das gangues que mataram sua família. Seis meses depois, ele acorda todas as manhãs às 3 da manhã pelos seus pesadelos vivenciando a morte de sua família. Castle passa a maior parte do tempo trabalhando, derrubando um prédio antigo. Isso irrita os outros trabalhadores, que não recebem pagamento extra devido às horas extras de Castle. Ele também visita Curtis Hoyle, um veterano que Castle serviu lado a lado antes da morte de sua família, e menciona que seu tempo no Afeganistão envolveu algumas atividades que ele não queria discutir. Um novo trabalhador, Donny Chavez, tenta fazer amizade com Castle e se mostra ansioso para agradar aos outros trabalhadores. Ele concorda em ajudá-los a roubar dinheiro de uma gangue local, mas ele acidentalmente revela sua identidade para os gângsters. Os outros tentam matar Chávez no local de trabalho, mas Castle estava lá. Ele então mata os gângsters antes que possam caçar Chavez. Enquanto isso, a agente de segurança interna Dinah Madani começa a investigar a tropa de Castle no Afeganistão, acreditando que eles mataram seu antigo parceiro. |              |                                                   |                |                       |                        |
| 2 | 2            | "Two Dead Men" "Dois Homens Mortos"               | Tom Shankland  | Steve Lightfoot       | 17 de novembro de 2017 |
| Um homem que se chama "Micro" monitora câmeras em Nova Iorque e começa a rastrear Castle do prédio onde ele assassinou os gângsters. Ele entra em contato com Castle e pede que ele verifique um disco que ele deixou para Castle em sua antiga casa de família; O disco contém imagens de Castle e sua unidade em Kandahar, torturando e assassinando o parceiro de Madani, Ahmad Zubair. Madani tinha esse vídeo antes de ser roubado e agora quer discutir Castle - que se acredita estar morto - com seu velho amigo do exército Billy Russo. Seu superior Carson Wolf a proíbe disso, mas ela o convence a usar o novo negócio de Russo, Anvil, para treinamento de campo, e então fala com Russo. A amiga jornalista de Castle, Karen Page, concorda em ajudá-lo a encontrar a Micro, e descobre que ele é o ex-analista da NSA, David Lieberman, que foi pego vazando segredos e acredita-se que tenha sido morto. Wolf encobriu a história, então Castle o tortura e o mata, descobrindo que a morte de sua família foi apenas uma tentativa de matá-lo. Ele então segue Lieberman de volta à sua base de operações.                                                                                   |              |                                                   |                |                       |                        |
| 3 | 3            | "Kandahar"                                        | Andy Goddard   | Steve Lightfoot       | 17 de novembro de 2017 |
| Castle tortura Lieberman e descobre que, como analista da NSA, Lieberman recebeu o vídeo do assassinato de Zubair para avaliação e escolheu agir com sua consciência e enviá-lo para Madani. Logo depois, Wolf caçou Lieberman com forças especiais, atirando nele e enquadrando-o por um crime. O tiro atingiu o celular de Lieberman e ele conseguiu entrar no subsolo. Lieberman tem a vantagem sobre Castle, que revela que em Kandahar ele foi selecionado para uma unidade especial, Cerberus, ao lado de Russo, e eles foram usados por um agente misterioso para caçar e matar alvos de alto valor. Castle não sabia quem era Zubair quando ele foi ordenado a matá-lo e ficou cada vez mais desiludido com seu comando. Quando eles ignoraram o conselho dele e de Russo e prosseguiram com uma missão que matou vários outros membros da Cerberus, Castle foi capaz de completar a missão em uma intensa matança, mas ele e Russo foram transferidos da unidade. Agora, Castle concorda em trabalhar com Lieberman para caçar aqueles que estão por trás da Cerberus. |              |                                                   |                |                       |                        |
| 4 | 4            | "Resupply" "Reabastecimento"                      | Kari Skogland  | Dario Scardapane      | 17 de novembro de 2017 |
| Exigindo armas e munições, Castle faz com que Lieberman procure em bancos de dados da lei por remessas conhecidas de armas. Castle segue uma pista para o comerciante Turk Barrett, mas acha que a remessa foi uma entrega especial e não atende às suas necessidades. Barrett diz que o carregamento principal está indo para outra pessoa, e Lieberman logo descobre que a segurança interna está trabalhando em uma operação para comprar o carregamento na esperança de prender aqueles que vendem as armas. Madani, que atualmente atua como agente especial encarregado, deseja investigar o assassinato de Wolf, mas é advertido contra perseguir o assunto por outro superior, e ao invés disso é dito para se concentrar na operação das armas. Ela ajuda a coordenar a operação, os planos pelos quais Lieberman aprendeu invadindo a segurança interna. Ele e Castle são capazes de atrapalhar os agentes e sequestrar as armas, mas eles são perseguidos por Madani. Lieberman cai no veículo de Madani, ferindo-a gravemente. Castle salva sua vida, revelando-se a ela e explicando que ele matou Wolf.                                                                                          |              |                                                   |                |                       |                        |
| 5 | 5            | "Gunner"                                          | Dearbhla Walsh | Michael Jones-Morales | 17 de novembro de 2017 |
| Apesar de ter sido dito para tirar uma folga e se recuperar, Madani retorna ao trabalho com a intenção de continuar sua investigação e agora se concentrar em Castle. Sua equipe é interrogada sobre a operação fracassada das armas, mas ela não revela que Castle está vivo e, em vez disso, convence outro agente, Sam Stein, a ajudá-la. Ela entrevista Page, que depois conta a Castle sobre a investigação de Madani. Enquanto isso, William Rawlins — o agente encarregado da Cerberus — recebe uma medalha por suas conquistas durante a guerra, e é convidado pela Subdiretora da CIA Marion James para servir como seu vice quando ela for promovida. Lieberman aponta que o vídeo do assassinato de Zubair deve ter sido feito por um dos outros soldados do Cerberus, e Castle acredita que foi Gunner Henderson, que também sabia que o que eles estavam fazendo era errado. Eles encontram Henderson vivendo em reclusão, mas Rawlins envia soldados para matá-los, descobrindo que Castle está vivo. Castle e Henderson são capazes de matar os atacantes com a orientação de Lieberman, mas Henderson é fatalmente ferido.                                                                     |              |                                                   |                |                       |                        |
| 6 | 6            | "The Judas Goat" "O Infiltrado"                   | Jeremy Webb    | Christine Boylan      | 17 de novembro de 2017 |
| Lieberman chama as autoridades para encontrar o corpo de Henderson e recebe a ajuda de Hoyle para cuidar dos ferimentos de Castle. Hoyle mais tarde prende Lewis Wilson, um jovem veterano que ele estava tentando ajudar a reabilitar, fora da prisão; ele havia sido preso protestando para o direito de portar armas, e que tinha sido abandonado por outro veterano ele admirava, O'Connor. Hoyle revela que o último mentiu sobre servir, e Wilson encontra e mata O'Connor. Madani e Russo dormem juntos, e ele percebe que ela o está usando para investigar Castle. Ela diz a ele que Castle está vivo, e Russo transmite uma mensagem que Lieberman pega. Castelo encontra-se com Russo para explicar que Cerberus era uma fachada para uma grande operação de drogas, e que ele está lutando para derrubar os responsáveis. Russo oferece ao Castelo uma chance de uma nova vida, mas Castle o rejeita. Madani encontra o corpo de Henderson e deduz o que aconteceu. Ela também ganha provas de que Castle está vivo com o sangue dele no local. Russo mais tarde se encontra com Rawlins, com quem ele está trabalhando.                                                                           |              |                                                   |                |                       |                        |
| 7 | 7            | "Crosshairs" "Na Mira"                            | Andy Goddard   | Bruce Marshall Romans | 17 de novembro de 2017 |
| Wilson considera cometer suicídio, antes de fazer bombas caseiras. Russo diz a Madani que ele não acredita que Castle esteja vivo. Ela percebe que Henderson só foi alvejado depois que ela começou a investigá-lo, e que seu escritório pode estar com problemas; Madani e Stein encontram o dispositivo. Castle e Lieberman planejam tomar o próximo alvo, o coronel Morty Bennett, um dos líderes da Cerberus. Rawlins e Russo esperam isso, e também discutem a investigação de Madani, com Rawlins confiante de que ela não tem pistas. Ele também diz a Russo que ele deveria ter matado Castle quando ele teve a chance. Castle se infiltra na base militar onde Bennet mora, mas Russo está esperando por ele e o ataca com um grupo de soldados. Castle luta contra eles, sem saber quem é Russo sob uma máscara, enquanto Lieberman ganha acesso remoto ao telefone de Bennett. Castle, em seguida, escapa, sendo forçado a ferir um jovem soldado em seu caminho. Eles rastreiam o telefone de Bennett para Rawlins, que tem Russo matando Bennett. Castle tenta atirar em Rawlins, mas ele está de pé atrás de um vidro à prova de balas.                                                          |              |                                                   |                |                       |                        |
| 8 | 8            | "Cold Steel" "Aço Resfriado"                      | Antonio Campos | Felicia D. Henderson  | 17 de novembro de 2017 |
| Russo visita sua mãe em um hospital psiquiátrico, injetando nela uma droga na qual ela é viciada. Mais tarde, ele diz a Madani que ele cresceu no sistema. Leiberman e Castle identificam Rawlins. As câmeras que Lieberman está usando para vigiar sua família diminuem e ele envia Castle para investigar. Castle tem passado tempo com a esposa de Lieberman, Sarah, desde que a conheceu enquanto investigava quem era "Micro", e descobriu que ela havia desconectado a internet como punição para seu filho, Zach. Castle reconecta a internet e tem algumas bebidas com Sarah. Ela o beija, mas ambos reconhecem que isso é um erro. Ela então pede a Castle para intervir com Zach, e ele percebe que o menino precisa de uma figura paterna para passar o tempo. Sabendo que está sendo observada, Madani inicia uma nova operação, mas libera planos falsos para serem encontrados. Quando Russo chega a um armazém com uma equipe de mercenários por esse último plano, ele é emboscado pela segurança interna. Sua equipe está morta, mas Russo é capaz de matar Stein e escapar sem Madani vê-lo.                                                                                                 |              |                                                   |                |                       |                        |
| 9 | 9            | "Front Toward Enemy" "Este Lado Para os Inimigos" | Marc Jobst     | Angela LaManna        | 17 de novembro de 2017 |
| Castle concorda em contatar Madani sobre Rawlins, mas enquanto ele e Lieberman a observam para garantir que ela não seja corrupta, as bombas de Wilson explodem em Nova York, matando várias pessoas e ferindo outras. Ele alvejou aqueles que ele considerou ser anti-armas, como explicado em uma carta que ele envia a Page na esperança de que ela o defenderá contra o sistema e publique sua carta em seu jornal. Ela vai no rádio para desautorizar Wilson, que anonimamente chama para ameaçá-la. Castle reconhece Wilson da rádio, tendo-o encontrado quando visitou Hoyle uma vez, e Lieberman encontrou Wilson. Enquanto isso, Hoyle procura por Wilson, e quando ele tenta impedi-lo, Wilson bate em Hoyle com sua própria perna falsa e o amarra a outra bomba. Castle se depara com essa cena e convence Wilson a desarmar a bomba, mas não antes de a última chamar a polícia. Castle é perseguido da cena, seu rosto preso na câmera. Lieberman vai até Madani e conta a ela sobre Rawlins, pois Castle é identificado na televisão como sendo vivo e rotulado como um bombardeiro. |              |                                                   |                |                       |                        |
| 10 | 10           | "Virtue of the Vicious" "Virtude dos Maus"        | Jim O'Hanlon   | Ken Kristensen        | 17 de novembro de 2017 |
| Wilson tem como alvo o senador Stan Ori, um defensor anti-gun que está planejando um levantamento de fundos para as vítimas dos atentados, e contratou o Anvil como segurança. Wilson mata um dos homens de Russo e rouba seu uniforme. Madani informa seu superior Rafael Hernandez de tudo o que sabe, e ele informa que a equipe do armazém era toda ex-Anvil. Madani confronta Russo sobre isso no hotel onde o evento de arrecadação será realizado. Page chega ao hotel para entrevistar Ori antes do evento de arrecadação de fundos, durante o qual Wilson abre caminho até a sala e tenta atirar em Ori. Castle chega para protegê-los, mas Wilson revela que ele está usando um cinto explosivo e toma refém de Page. Wilson e Page entram num elevador, enquanto Castle é perseguido pelas escadas pelos soldados da Anvil até ser confrontado por Madani e Russo. Russo atira em Castle e depois se recusa a deixar Madani prendê-lo; ela percebe que ele matou Stein. Castle escapa e encontra Wilson. Castle ajuda Page a se libertar, e Wilson se explode. Castle escapa enquanto Det. Sargento Brett Mahoney investiga.                                                                        |              |                                                   |                |                       |                        |
| 11 | 11           | "Danger Close" "Perigo Próximo"                   | Kevin Hooks    | Felicia D. Henderson  | 17 de novembro de 2017 |
| Castle termina sua parceria com Lieberman e retoma o manto do Justiceiro novamente. Madani confronta Russo sobre a morte de Stein, mas ele finge não estar envolvido. Ela convence Hernandez a tomar outras medidas de qualquer maneira, e eles vão até James, contando sobre Rawlins e Cerberus. Com a polícia procurando por Castle, Zach vai contra os desejos de Sarah e chama as autoridades. Quando policiais chegam com a intenção de levá-los embora, a filha de Sarah, Leo, se esconde. Antes de Castle deixar Lieberman, eles vêem filmagens de sua casa de Sarah e Zach sendo levadas. Castle envia Lieberman para encontrar Leo, enquanto ele espera por Russo para rastrear seu telefone de Sarah. Um grupo de soldados chega à base, e Castle mata todos eles, parando apenas para interrogar um soldado sobre onde Russo, Sarah e Zach estão, embora isso não seja bem sucedido. James confronta Rawlins, que oferece Russo como bode expiatório para limpar o nome da CIA, que ela aceita sob a condição de que ele renuncie. Castle coleciona Madani e eles se encontram com Lieberman e Leo.                                                                                                 |              |                                                   |                |                       |                        |
| 12 | 12           | "Home" "Lar"                                      | Jet Wilkinson  | Dario Scardapane      | 17 de novembro de 2017 |
| Castle faz um acordo com Russo para se trocar e Lieberman pelo lançamento de Sarah e Zach; Lieberman trancou seu computador contendo todos os seus arquivos em Cerberus e Rawlins, e tem um temporizador em contagem regressiva. Castle oficialmente confessa seus crimes por Madani, enquanto Lieberman secretamente o faz somente se o acordo for mudado: na troca, Lieberman é aparentemente pego no fogo cruzado quando os agentes da Pátria chegam, com Castle sendo levado por Russo e Sarah e Zach liberados. Lieberman então revelou à sua família que isso era um artifício para que ele pudesse estar com eles. Castle é torturado por Russo até que ele destrava o computador, permitindo que eles destruíssem todos os arquivos (sem saber que Lieberman já deu cópias a Madani). Russo promete matar Castle rapidamente em troca, mas Rawlins chega para torturar Castle, querendo vingança. Russo ajuda Castle a se libertar, e o último mata Rawlins. Russo, em seguida, tenta matar Castle, mas Madani chega a tempo de parar com isso depois de ter sido avisado por Lieberman. |              |                                                   |                |                       |                        |
| 13 | 13           | "Memento Mori"                                    | Stephen Surjik | Steve Lightfoot       | 17 de novembro de 2017 |
| Lieberman e Madani levam Castle até o pai da Madani, um médico que salva a vida de Castle. Russo mata um grupo de agentes enviados atrás dele, e então encontra Hoyle e o mantém como refém. Castle chega, e Russo concorda em se encontrar com ele naquela noite, escolhendo fazê-lo no carrossel onde a família de Castle morreu. Madani acompanha o telefone de Castle e decide segui-lo, apesar de ter sido dito para não tomar mais nenhuma ação de Hernandez e James. Castle e Russo lutam, e quando Madani chega, Russo atira na cabeça dela. Castle finalmente fica em vantagem, mas decide não matar Russo. Em vez disso, ele esmaga o rosto de Russo em vidro, forçando-o a viver com grande desfiguração pelo resto de sua vida. Castle é levado sob custódia, enquanto Madani e Russo são levados para o hospital. Os dois últimos sobrevivem. Três dias depois, Hernandez e James libertam Castle, dando a ele uma chance de uma nova vida a pedido de Madani. Russo é oficialmente culpado por seus crimes. Depois de várias audiências e interrogatórios, Lieberman retorna para sua família. Castle se junta ao grupo de apoio do Hoyle para soldados veteranos.                               |              |                                                   |                |                       |                        |

## Elenco e personagens

### Principal
- Jon Bernthal como Frank Castle / Justiceiro[2]
- Ebon Moss-Bachrach como David Lieberman / Micro[3][4]
- Ben Barnes como Billy Russo[3]
- Amber Rose Revah como Dinah Madani[3]
- Daniel Webber como Lewis Wilson[5][6]
- Paul Schulze como William Rawlins[5]
- Jason R. Moore como Curtis Hoyle[5]
- Michael Nathanson como Sam Stein[5]
- Jaime Ray Newman como Sarah Lieberman[5]
- Deborah Ann Woll como Karen Page[7]

### Recorrente
- Shohreh Aghdashloo como Farah Madani[8][9]
- Jordan Mahome como Isaac Lange
- Kelli Barrett como Maria Castle[10]
- Aidan Pierce Brennan como Frank Castle Jr.[11]
- Nicolette Pierini como Lisa Castle
- Ripley Sobo como Leo Lieberman[10]
- Kobi Frumer como Zach Lieberman[10]
- Tony Plana como Rafael "Rafi" Hernandez[12]

### Participações especiais
- Geoffrey Cantor como Mitchell Ellison[13]
- Clancy Brown como Ray Schoonover[13]
- Rob Morgan como Turk Barrett[14]
- Royce Johnson como Brett Mahoney

## Produção

### Desenvolvimento
Em janeiro de 2016, antes do lançamento da segunda temporada de Demolidor, a Netflix estava em "desenvolvimento muito precoce" de uma série spin-off intitulada The Punisher, e estava à procura de um showrunner. A série seria focada em Bernthal (novamente) no papel de Castle, e foi descrita como uma série autônoma, fora da linha de séries que culminariam em Os Defensores. No mês de abril daquele ano, a Netflix encomendou oficialmente uma temporada completa de treze episódios de The Punisher, confirmou o envolvimento de Bernthal e nomeou Steve Lightfoot como produtor executivo e showrunner da série. Loeb, Cindy Holland e Jim Chory também agiram como produtores executivos.

### Roteiro
Bernthal afirmou que a temporada seria "solta da cronologia" para o personagem, retratando acontecimentos antes e após os eventos da segunda temporada de Demolidor. O produtor executivo Jeph Loeb disse que a temporada seria focada nas perguntas "Quem é Frank? O que Frank vai fazer? E quem vai tentar parar Frank?"